# 雲門宗
雲門宗（うんもんしゅう）は、中国で成立した禅宗の一派である。禅宗五家（臨済、潙仰、雲門、曹洞、法眼）の一つ。唐末から五代の雲門文偃を宗祖とする。宋代には、臨済宗とともにもっとも隆盛を極めた。

## 成立
宗派あるいは教団としての禅宗が成立したのは、初唐頃である。その後、禅は神秀系統の北宗禅と、慧能系統の南宗禅とに分派した。雲門宗の法系は、南宗禅に連なり、
　慧能 - 青原行思 - 石頭希遷 - 徳山宣鑑
といった系統に繋がっている。雪峰義存禅師の法嗣となった唐末から五代の雲門文偃を宗祖とする。文偃は初め睦州（浙江省杭州市建徳市）の道蹤禅師に参じ、のち雪峰義存に師事してその法を嗣ぎ、韶州の霊樹如敏の道場の霊樹寺（広東省韶関市曲江区）の首座となり、同光元年（923年）に韶州の雲門山（広東省韶関市乳源県）を開いてその開山となり、光泰院（別名雲門寺）にあって盛んに禅風を挙揚した。その門下もきわめて多く、おのおのその宗風を継いでこれを天下に宣揚したので、この一派を「雲門宗」というようになった。
雲門の門下には香林澄遠・洞山守初・徳山縁密・双泉師寛など多くの俊哲が出て唐末に一大勢力を形成し、宋代には、澄遠の系統から現われた雪竇重顕・文殊応真系統の仏日契嵩が活躍した。重顕門下には、天衣義懐が出た。その後も、仏印了元や大梅法英らの禅匠を輩出し、臨済宗とともにもっとも隆昌を極めたが、南宋以後は次第に衰え、元代にはその法系が絶え、二百余年で滅びることとなった。

## 宗風
『法眼十規論』では「韶陽は則ち函蓋截流」といい、五祖法演は「紅旗閃燦」と言っているように、その宗風は厳しく機鋒が峭峻であり、矛先のように鋭い問答は非常に簡潔な語句を用いて行なわれ、弟子を育てる手段（接化）も著しく他と異なるものがあった。
「雲門三句」と言って、接化の手段を三句にまとめた。「函蓋乾坤」箱と蓋がぴったり合うように弟子の機根にぴたりあった接化をおこなう。「截断衆流」有無を言わさず修行者の煩悩を絶ち切らせる。「随波逐浪」修行者の個性に随って闊達無礙な指導をすること。このような千変万化する接化の妙に特色があった。
三句はまた同時に雲門宗の特徴ともされた。「函蓋乾坤」は徹底した「現実肯定」を指すが安易な現状追認ではなく、仏法は現実とは別に在らず「現実則仏性」の徹底した修行をいう。「截断衆流」俗世間の雑念妄想をたちきって、衆生の煩悩を断ち切る。「随波逐浪」現実を厳しく見据えた上に、計らいなしで、あるがままで生きていく。雲門は、一切の図式・教条性・パターン化したものを徹底的に拒み、自らの座標軸を絶えず自分で転換していく、一処に留まることをしない禅風であった。
また「雲門の一字関」と言って「唖」「咦」「喝」「咄」「露」「胔」「聻」「参」「鑑」「倶」「拶」「嗄」「是」など、たった「一字」でもって禅の玄旨を著した。
元の高峰原妙は、その宗風を、「高古」という言葉で表現している。

## 雲門宗と現代
雲門の宗門は途絶えて、今日では雲門宗や宗祖・文偃を知る人は必ずしも多くはないが、現在でも身近なところにその影響は残る。茶掛け（掛軸）や揮毫にも好んで書かれる「日日是好日」の禅語。禅僧が法要や葬儀に際して「法語」などを述べる時に大きな声を出す「一字関」などである。日本の禅宗に大きな影響を与えた『碧巌録』などに文偃の言動が多く収録されている。その言葉は、日日是好日の他に、花薬欄、金毛獅子、乾屎橛などが良く知られている。